# رافاييل ريكيلمي
رافاييل ريكيلمي (بالإسبانية: Rafael Riquelme)‏ هو لاعب كرة قدم مكسيكي، ولد في 10 مايو 1995 في مدينة مكسيكو في المكسيك.